# Monte Emei
Emei (en chino, 峨眉; pinyin, Éméi (escuchar)ⓘ) es una montaña situada en la provincia de Cuatro Valles, en la zona del antiguo reino de Shu, en el suroeste de China. Es una de las cuatro montañas sagradas del budismo chino.

## Toponimia
El topónimo Emei [/ə.méi/] se compone de los sinogramas E que significa 'imponente' y Mei que significa 'ceja' . Debido a que al pie oriental del Monte Emei, hay dos montañas; la Daye y la Ere, se enfrentan entre sí como cejas, se les llama Emei «cejas imponentes». 
Otra explicación es que Emei (峨眉 éméi) se escribe como Emei (蛾眉 éméi) y significa  'ceja de polilla', las nubes de la montaña se asemejan a un peinado con cabello verde oscuro, y sus laderas lejanas parecen maquilladas, como una frente delicada y cejas finas, delgadas y largas, como las de una polilla.

## Budismo

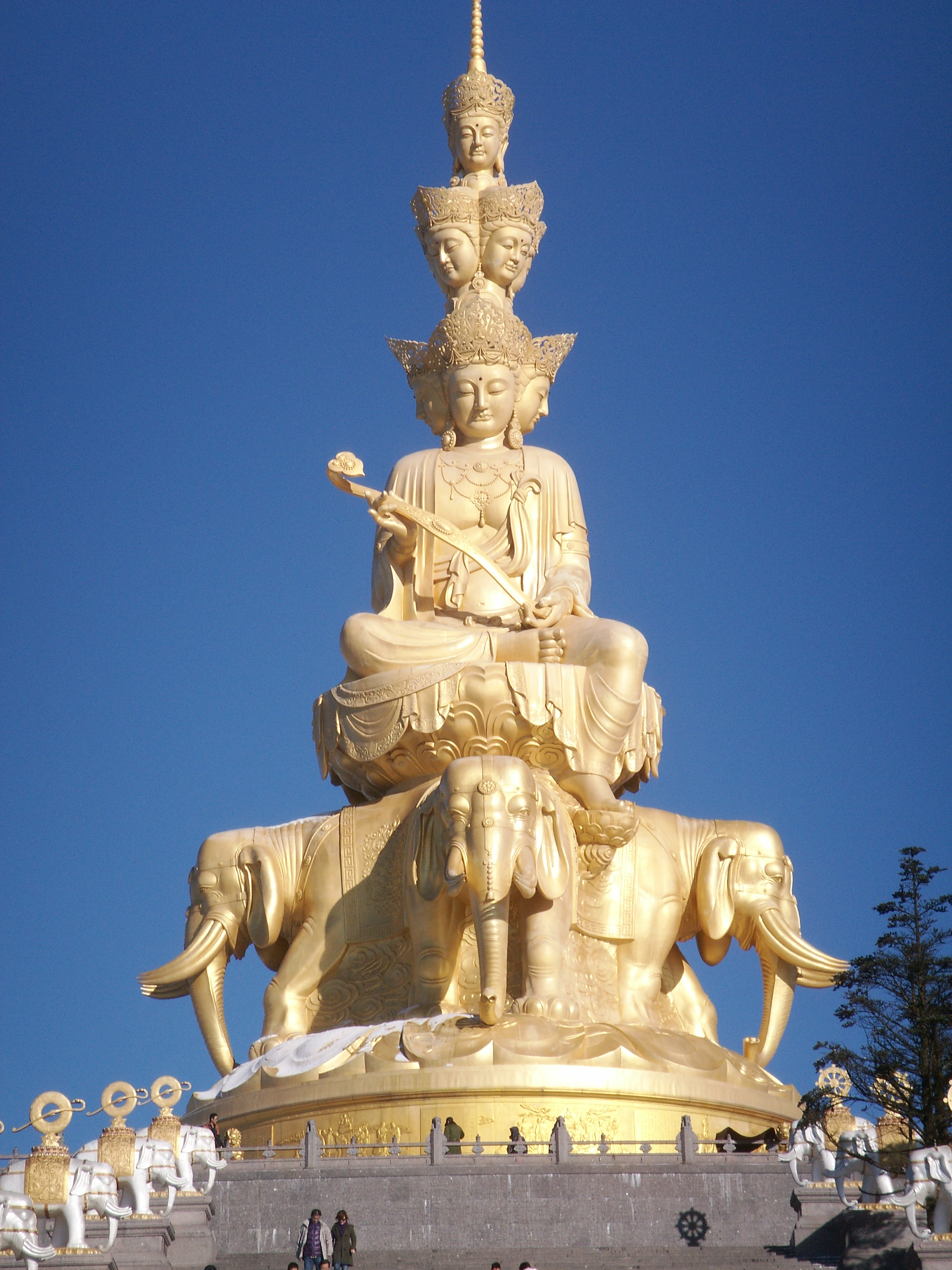
Samantabadra,Monte Emei（Bodhimaṇḍa de Samantabadra), Cuatro Valles

El protector de la montaña es Samantabhadra, llamado en idioma chino Puxian. En este monte se encuentra el primer templo budista construido en China en el siglo I. Aquí se encuentran también diecisiete monasterios (no adscritos al budismo tibetano) construidos durante el periodo de la dinastía Qing. La mayoría de ellos se encuentran cerca de la cima.

## Arquitectura
Estos cenobios muestran un estilo arquitectónico flexible que se adapta a la orografía del terreno.
Algunos, como las salas del Monasterio de Ofrenda Nacional (报国寺S, 報國寺T, bào guó sìP), están construidos sobre terrazas de niveles distintos; otros, incluyendo las estructuras del Monasterio de Trueno (雷音寺?, léi yīn sìP), están construidos sobre altos pilares. Aquí se modifican los planes de los primitivos monasterios budistas para conseguir aprovechar al máximo el escenario natural.
Los Edificios de Sílabas Nítidas (清音阁S, 清音閣T, Qīng yīn gēP) se encuentran en una estrecha lengua de tierra situada entre el río blanco y el río negro.

## Paisaje

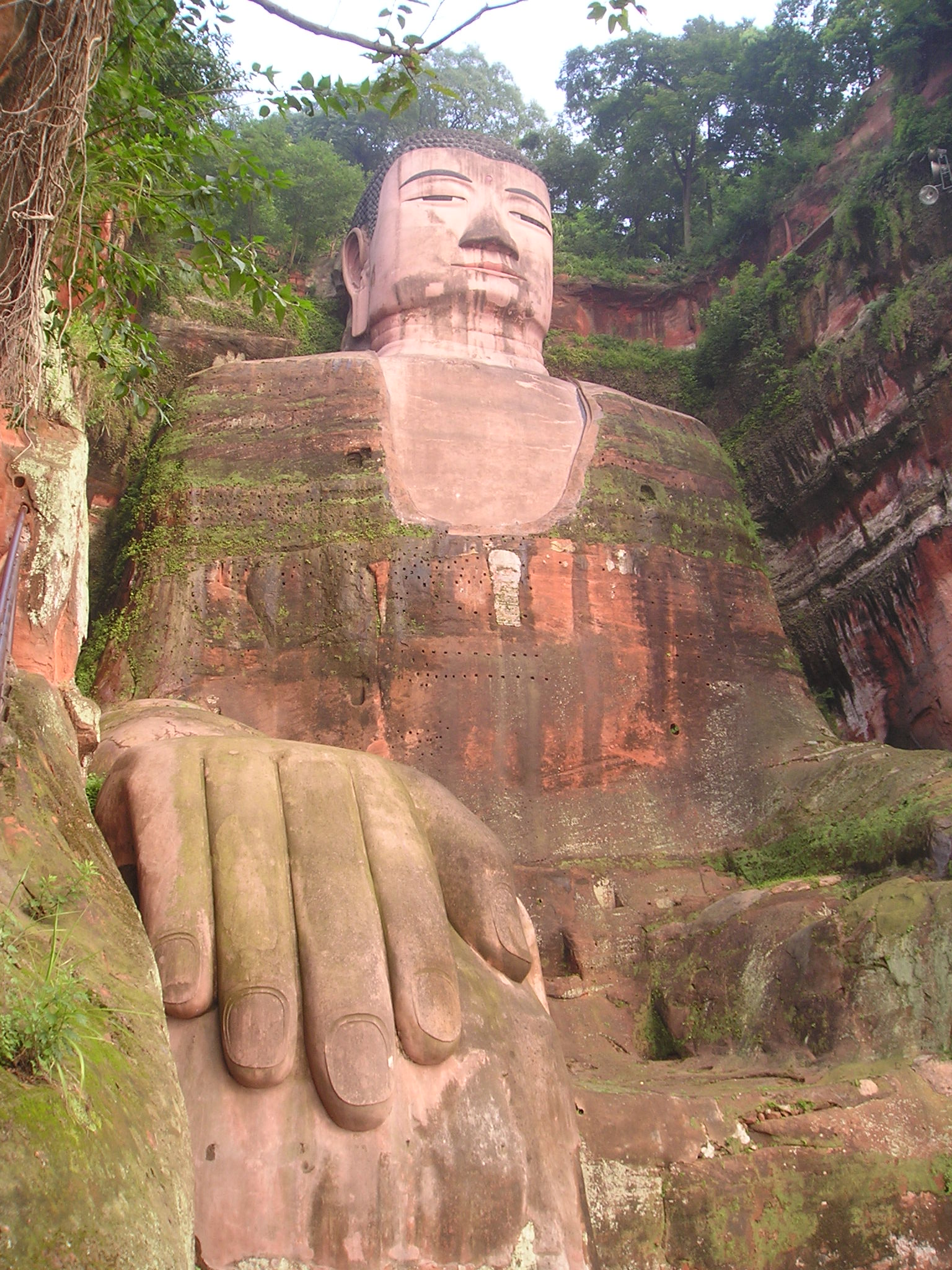
Gran Buda del Monte Alegría, Monte Emei, Cuatro Valles

La cumbre se encuentra a menudo cubierta por niebla. Cuando las condiciones meteorológicas son favorables, a veces se puede observar la luz de buda, un fenómeno de refracción que se produce sobre las nubes. Antiguamente, numerosos peregrinos se lanzaban al vacío ante la visión de este fenómeno, creyendo que Buda les estaba llamando.
El monte Emei fue declarado Patrimonio de la Humanidad por la Unesco en 1996.

## Artes marciales
Algunos documentos de los siglos XVI y XVII hacen referencia a la práctica de artes marciales en los monasterios del monte Emei siendo las primeras referencias a un monasterio shaolin en el que se practica este tipo de arte.